# Simplicia (plantengeslacht)
Simplicia is een geslacht uit de grassenfamilie (Poaceae). De soorten van dit geslacht komen voor in Australazië.

## Soorten
Van het geslacht zijn de volgende soorten bekend:
- Simplicia buchananii
- Simplicia laxa